# Championnat du Cameroun de football 1981
Navigation
Saison précédente Saison suivante
La saison 1981 du Championnat du Cameroun de football était la 21e édition de la première division camerounaise. Les équipes sont regroupées au sein d'une poule unique, où chaque équipe affronte tous les adversaires de sa poule 2 fois, à domicile et à l'extérieur.
C'est l'équipe du Tonnerre Yaoundé termine en tête du championnat cette année. C'est le premier titre de champion de son histoire. Les résultats et classement de cette saison restent inconnus.

## Les clubs participants
- Dynamo Douala
- Tonnerre Yaoundé
- Canon Yaoundé
- Union Douala

+ autres équipes inconnues

## Compétition

### Classement
| Rang | Équipe            | Pts | J | G | N | P | Bp | Bc | Diff |
| ---- | ----------------- | --- | - | - | - | - | -- | -- | ---- |
| 1.   | Tonnerre Yaoundé  |     |   |   |   |   |    |    |      |
| 2.   | Dynamo Douala (C) |     |   |   |   |   |    |    |      |
| 3.   | Canon Yaoundé (T) |     |   |   |   |   |    |    |      |
| 4.   | Union Douala      |     |   |   |   |   |    |    |      |

|  | Qualifié pour la Coupe des clubs champions africains 1982 |
|  | Qualifié pour la Coupe des Coupes 1982                    |

## Bilan de la saison
| Tableau d'Honneur                   |                  |
| Compétition                         | Vainqueur        |
| Championnat du Cameroun de football | Tonnerre Yaoundé |
| Coupe du Cameroun                   | Dynamo Douala    |

| Qualifications continentales             |                            |
| Coupe des clubs champions africains 1982 | Qualifiés                  |
| Premier tour                             | Tonnerre Yaoundé           |
| Coupe des Coupes 1982                    | Qualifié                   |
| Premier tour                             | Union Douala Dynamo Douala |

| Promotion et relégation |          |
| Relégués en 2e division | Inconnus |
| Promus en 1re division  | Inconnus |